# Filip Đorđević (giocatore di football americano)
Filip Đorđević (...) è un ex giocatore di football americano serbo, che ha giocato nel ruolo di defensive lineman.